# Johann Christoph Bach III
Johann Christoph Bach (Erfurt, 1671 június 16. – Ohrdruf, 1721. február 22.) német zeneszerző, Johann Sebastian Bach legidősebb bátyja.

## Életrajza
Johann Christoph Erfurtban született, ahol Johann Pachelbel tanítványa volt, és zenei könyvtárában többek között megtalálhatóak voltak Pachelbel, Johann Jakob Froberger és Johann Kaspar Kerll művei. 1690-ben a Michaeliskirche orgonistája lett Ohrdurfban, majd ott házasodott meg 1694-ben. 49 évesen hunyt el Orhdurfban.

### Kapcsolata J.S. Bachhal
Johann Sebastian Bach szülei még tízesztendős kora előtt meghaltak, ezután a legidősebb bátyjához, Johann Christophhoz költözött, aki onnantól nevelte őt.

## Fordítás
- Ez a szócikk részben vagy egészben  a   Johann Christoph Bach (1671–1721) című angol Wikipédia-szócikk ezen változatának fordításán alapul.  Az eredeti cikk szerkesztőit annak laptörténete sorolja fel. Ez a jelzés csupán a megfogalmazás eredetét és a szerzői jogokat jelzi, nem szolgál a cikkben szereplő információk forrásmegjelöléseként.